# Pleurothyrium obscurinerve
Pleurothyrium obscurinerve är en lagerväxtart som beskrevs av Van der Werff. Pleurothyrium obscurinerve ingår i släktet Pleurothyrium och familjen lagerväxter. Inga underarter finns listade i Catalogue of Life.